# بيتر ميدلتون (مصرفي)
بيتر ميدلتون (بالإنجليزية: Peter Middleton)‏ هو مصرفي بريطاني، ولد في 23 أبريل 1934 في شفيلد في المملكة المتحدة.